# Hahnia jocquei
Hahnia jocquei là một loài nhện trong họ Hahniidae.
Loài này thuộc chi Hahnia. Hahnia jocquei được Robert Bosmans miêu tả năm 1982.